# Ричоне
Ричо̀не (на италиански: Riccione, на местен диалект Arciòun, Арчоун) е град и община в Северна Италия, провинция Римини, регион Емилия-Романя. Разположен е на 12 m надморска височина. Населението на града е 35 815 души (към 2010 г.). Градът е един от най-важните курорти на брега на Адриатическо море.